# Danny Sullivan
Daniel "Danny" Sullivan, född 9 mars 1950 i Louisville i Kentucky, är en amerikansk racerförare. 

## Racingkarriär
Sullivan tävlade i formel 1 för Tyrrell säsongen 1983. Hans bästa resultat var en femteplats i Monaco.
Sullivan vann Indianapolis 500 1983 och blev Indycar-mästare 1988 för Penske Racing, efter att ha avslutat säsongen fantastiskt bra. Dessutom blev han trea för samma team 1986, och var en av 1980-talets mest framgångsrika förare. Han tävlade i sex år för Penske, men han även med att köra för bland annat Galles Racing, innan han avslutade sin karriär 1995 efter en allvarlig krasch på Michigan International Speedway, även om han gjorde en start i Le Mans 24-timmars efteråt.

## F1-karriär
| Säsong | Stall/Tillverkare | Poäng | Placering |
| ------ | ----------------- | ----- | --------- |
| 1983   | Tyrrell-Ford      | 2     | 17        |